# Rudolf Urban
Rudolf Urban (ur. 1 marca 1980 w Koszycach) – słowacki piłkarz występujący na pozycji pomocnika.

## Kariera klubowa
Od 2013 roku Urban jest piłkarzem Podbeskidzia Bielsko-Biała, do którego trafił z Piasta Gliwice. Na koniec sezonu 2011/12 wywalczył z Piastem awans do Ekstraklasy. Grając w MFK Ružomberok, w sezonie 2005/06 zdobył mistrzostwo i Puchar Słowacji. 22 grudnia 2013 roku Urban opuścił swój obecny klub Podbeskidzie Bielsko-Biała.

## Kariera reprezentacyjna
W latach 2003–2004 Urban rozegrał pięć spotkań w reprezentacji Słowacji.

## Sukcesy
- Corgoň Liga: 2005/06
- Puchar Słowacji: 2005/06
- I liga: 2011/12

## Przebieg kariery
| Sezon       | Kraj     | Klub                       | Liga        | Mecze | Gole |
| ----------- | -------- | -------------------------- | ----------- | ----- | ---- |
| 1998/99     | Słowacja | 1.FC Košice                | I liga      | 9     | 1    |
| 1999/00     | Słowacja | 1.FC Košice                | I liga      | 19    | 2    |
| 2000/01     | Słowacja | 1.FC Košice                | I liga      | 30    | 4    |
| 2001/02     | Słowacja | 1.FC Košice                | I liga      | 32    | 5    |
| 2002/03     | Słowacja | MŠK Ružomberok             | I liga      | 35    | 3    |
| 2003/04     | Słowacja | MFK Ružomberok             | I liga      | 35    | 5    |
| 2004/05     | Słowacja | MFK Ružomberok             | I liga      | 32    | 2    |
| 2005/06     | Słowacja | MFK Ružomberok             | I liga      | 25    | 1    |
| 2006/07     | Słowacja | Inter Bratysława           | Extraliga   | 19    | 2    |
| 2007/08 (j) | Węgry    | Győri                      | NB I        | 2     | 0    |
| 2007/08 (w) | Słowacja | MFK Košice B               | II liga     |       |      |
| 2008/09     | Czechy   | Vysočina Jihlava           | II liga     | 25    | 1    |
| 2009/10 (w) | Polska   | Sandecja Nowy Sącz         | I liga      | 14    | 4    |
| 2010/11 (j) | Polska   | Sandecja Nowy Sącz         | I liga      | 17    | 3    |
| 2010/11 (w) | Polska   | Piast Gliwice              | I liga      | 12    | 1    |
| 2011/12     | Polska   | Piast Gliwice              | I liga      | 23    | 3    |
| 2012/13     | Polska   | Piast Gliwice              | Ekstraklasa | 9     | 1    |
| 2013/14     | Polska   | Podbeskidzie Bielsko-Biała | Ekstraklasa | 11    | 2    |
| 2013/14     | Polska   | Sandecja Nowy Sącz         | I liga      | 11    | 0    |
| 2014/15     | Polska   | Sandecja Nowy Sącz         | I liga      | 25    | 4    |
| 2015/16     | Słowacja | FC Lokomotíva Košice       | II liga     | 5     | 2    |